# Llinda de finestra de l'antic Hostal d'Alberiques
La llinda de finestra de l'antic Hostal d'Alberiques, o d'Alberigues, és un element arquitectònic del centre de Terrassa, situat a la plaça Vella i protegit com a bé cultural d'interès local.

## Descripció

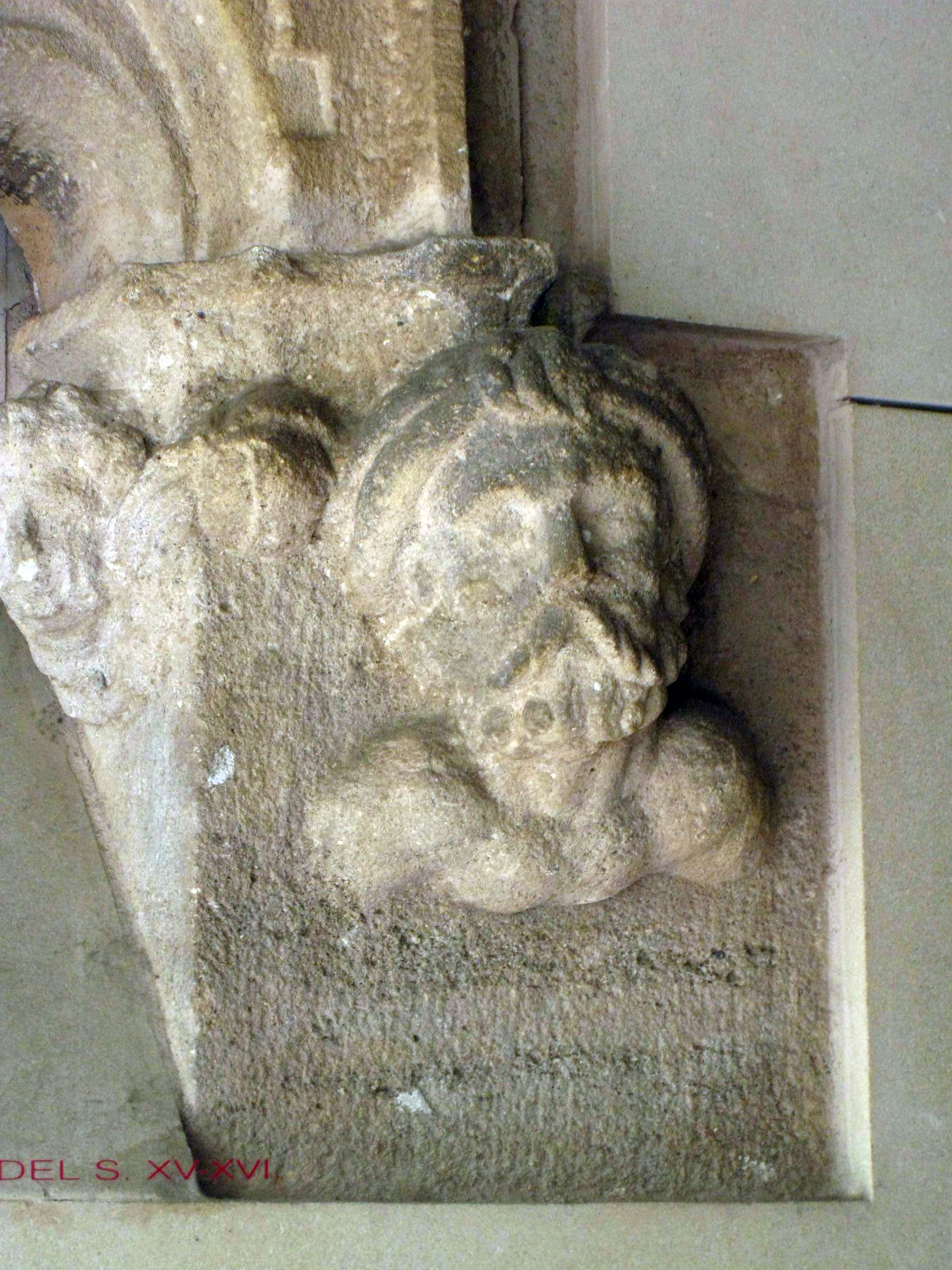
Detall del cap de l'extrem dret de la llinda

Es tracta d'una llinda gòtica de pedra esculpida. La part inferior està treballada formant un calat sota un arc carpanell, amb dos caps esculpits als extrems. La part superior mostra una motllura guardapols de línies rectes i fistonat a l'interior.

## Història
La llinda de la finestra va ser bastida a final del segle xiv; algunes fonts indiquen la data del 1382. L'element, que formava part de l'antic Hostal d'Alberigues, un dels dos que hi havia a la plaça Vella en aquella època, va formar part fins al 2002 del balcó del desaparegut bar restaurant Mesón de los Arcos, construït a la immediata postguerra al mateix lloc on hi havia hagut l'antic hostal i els establiments d'hostaleria que s'hi van anar succeint. Un cop enderrocat el Mesón, se'n va conservar la llinda gòtica i ara ocupa un racó vora l'entrada del nou edifici que s'hi ha construït, protegida per un vidre.